# Bertha Swirles
Bertha Swirles (Northampton, 22 maggio 1903 – Cambridge, 18 dicembre 1999) è stata una fisica britannica, tra i primi a condurre ricerche sulla teoria quantistica ai suoi albori.
Fu studentessa e docente al Girton College e all'Università di Cambridge per un totale di oltre 70 anni.

## Biografia
Bertha Swirles nacque a Northampton nel 1903 da Harriett Blaxley, insegnante di scuola elementare, e William Alexander Swirles, commerciante di pelletteria. Studiò alla Northampton School for Girls e nel 1921 si iscrisse al Girton College per studiare matematica, laureandosi con il massimo dei voti. Divenne una ricercatrice di teoria quantistica in parte sotto la guida di Ralph Fowler presso l'Università di Cambridge e compagna di studi di Paul Dirac e Subrahmanyan Chandrasekhar. Svolse anche ricerche presso l'Università di Gottinga con Max Born e Werner Heisenberg.
Conseguì il dottorato di ricerca nel 1929 mentre era assistente universitario presso l'Università di Manchester. Insegnò all'Università di Bristol e poi all'Imperial College di Londra negli anni '30. Tornò al Girton College nel 1938 come docente di matematica, dove continuò le sue ricerche sulla teoria quantistica e ne intraprese altre riguardanti la sismologia. Nel 1949 divenne direttore degli studi di matematica a Girton, una posizione che mantenne fino al 1969. In questo ruolo sostenne e sviluppò l'insegnamento della matematica alle donne. Ricoprì diversi incarichi al College, tra cui quello di vice rettore dal 1966 al 1969.
Nel 1940 sposò il collega matematico Harold Jeffreys e divenne Lady Jeffreys quando egli fu nominato cavaliere nel 1953.
Le piaceva la musica ed era un'abile pianista e violoncellista.
Morì a Cambridge nel 1999 per un ictus.

## Riconoscimenti
Fu presidente della Mathematical Association nel 1969.
Ricevette due lauree honoris causa dalla Open University e dall'Università del Saskatchewan.
Nel 2016 il Consiglio dell'Università di Cambridge le ha intitolato la Swirles Court, che consiste di 325 stanze per studenti laureati affittate dal Girton College all'interno dello sviluppo nord-ovest di Cambridge.

## Opere

### Libri
- Sir Harold Jeffreys e Bertha Swirles (Lady Jeffreys), Methods of Mathematical Physics, terza edizione rivista (Cambridge University Press, 1956 — ristampata 1999). Questo libro, pubblicato per la prima volta nel 1946, viene comunemente chiamato Jeffreys & Jeffreys . ISBN 0-521-66402-0   , ISBN 978-0-521-66402-8

### Alcune note autobiografiche
- Bertha Swirles, John Arthur Gaunt (1904-1944), Note e registri della Royal Society of London, vol. 44, n. 1, pagg.   73–79 (1990).
- Bertha Swirles, Reminiscences and Discoveries: Harold Jeffreys dal 1891 al 1940, Note e registri della Royal Society of London, Vol. 46, n. 2, pagg.   301–308 (1992). https://www.jstor.org/view/00359149/ap020080/02a00080/0[collegamento interrotto]